# مدال موسس خورناتسی

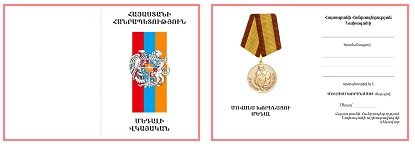

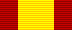

مدال موسس خورناتسی (ارمنی: Մովսես Խորենացու մեդալ) عالی‌ترین جایزه فرهنگی جمهوری ارمنستان می‌باشد. این جایزه توسط رئیس‌جمهور ارمنستان به افرادی اهدا می‌گردد که کمک قابل توجهی به پیشرفت فرهنگ ارمنی کرده‌اند

## برخی از دریافت‌کنندگان مدال[۱]
- هاروتیون خاچاتریان (۲۰۰۸)
- سرگئی خاچاتریان (۲۰۰۸)
- ویک دارچینیان (۲۰۰۸)
- آرمن داربینیان (۲۰۰۹)
- خورن هوهانیسیان (۲۰۱۰)
- سارگیس هووسپیان (۲۰۱۱)
- مانول زولالیان (۲۰۱۱)
- هراچیا کشیشیان (۲۰۱۱)
- واروژان ووسگانیان (۲۰۱۱)
- آرا خاچاتریان (۲۰۱۱)
- روبرت هوهانیسیان (۲۰۱۱)
- آلیسا کیراکوسیان (۲۰۱۲)
- واراند (۲۰۱۲)
- آرتور الکسانیان (۲۰۱۲)
- هریپسیمه خورشودیان (۲۰۱۲)
- تیگران هاماسیان (۲۰۱۳)
- روبن گالیچیان (۲۰۱۳)
- ایسرائل میلیتوسیان (۲۰۱۳)
- گئورک وارطان (۲۰۱۴)
- ادوارد ساندویان (۲۰۱۴)
- شاهان آرتسرونی (۲۰۱۵)
- کیرو مانویان (۲۰۱۵)